# 呂孟瑋
呂孟瑋（1995年8月13日—）是前臺灣男子籃球運動員，場上主打前鋒位置。

## 生平
呂孟瑋出身東泰高中與臺北市立大學，2018年7月參加超級籃球聯賽新人選秀會但落選，後加入臺灣銀行，2019年2月頂替隊友謝宗融參加灌籃大賽，最終與隊友泰勒（Joseph Taylor）一同拿下灌籃大賽冠軍。